# دوار الشمس المبهرج
دوار الشمس المبهرج نوع نباتي يتبع جنس دوار الشمس من الفصيلة النجمية.

## البيئة والانتشار
ينتشر في ولاية فلوريدا جنوب شرق الولايات المتحدة.